# Psychotria fluminensis
Psychotria fluminensis är en måreväxtart som beskrevs av Vell.. Psychotria fluminensis ingår i släktet Psychotria och familjen måreväxter. Inga underarter finns listade i Catalogue of Life.